# ネイサン・ミンチー
ネイサン・デレク・ミンチー（Nathan Derek Minchey, 1969年8月31日 - ）は、アメリカ合衆国テキサス州オースティン出身の元プロ野球選手（投手）。
NPBでは1998年 - 2000年に広島東洋カープ（セントラル・リーグ）で、2001年 - 2004年に千葉ロッテマリーンズ（パシフィック・リーグ）でプレー。NPBでは7年間で通算187試合に登板（すべて先発）して74勝70敗を記録した（2桁勝利は計5回）。特に、ロッテ時代の2001年には最優秀防御率のタイトルを獲得している。
アメリカ球界での登録名は「ネイト・ミンチー」（Nate Minchey）。2009年から読売ジャイアンツ（巨人）の駐米スカウトを務めており、そちらでのカナ表記は「ネート・ミンチー」となっている。

## 経歴
1987年のMLBドラフト2巡目でモントリオール・エクスポズに指名され契約。1993年9月12日にボストン・レッドソックスでメジャーデビュー。
1997年に移籍したコロラド・ロッキーズを経て、1998年にセントラル・リーグ（セ・リーグ）の広島東洋カープに入団。来日1年目から中4日で登板し、同年のセ・リーグ最多先発登板（35試合）・リーグ最多投球回（236イニング）を記録して15勝11敗・防御率2.75の成績を残した。球速は速くないが身長2メートル超の高身長からくりだす多彩な変化球と制球力を武器に、先発ローテーションの中心選手として活躍した。
監督が三村敏之から達川晃豊に交代した1999年は、セ・リーグ開幕戦となった4月2日の対中日ドラゴンズ1回戦（ナゴヤドーム）で開幕投手を務めたが、立浪和義に決勝打を浴びて敗戦投手となった。同年は故障離脱の影響で不振（17試合登板・2勝9敗・防御率5.77）に終わる。
2000年、6月に月間MVPを受賞するなどチーム最多の12勝を挙げて復活。しかしオフの契約交渉で年俸の高騰や、中4日登板をすることによって他の先発投手の編成が難しかった事もあり契約は不調に終わり退団する。
2001年、パシフィック・リーグ（パ・リーグ）の千葉ロッテマリーンズに移籍。30試合に登板し（12勝14敗・204.1投球回）、防御率3.26で最優秀防御率のタイトルを獲得、パ・リーグで外国人投手として最優秀防御率を獲得したのは初である。また、史上初の外国人投手セ・パ両リーグ2桁勝利を達成。
2002年、5月24日のオリックス・ブルーウェーブ戦（千葉マリンスタジアム）で完封勝利を挙げ、外国人投手としては西田亨以来2人目となるセ・パ両リーグでの完封勝利を達成した。同年は32試合で先発登板（パ・リーグ最多の230.1投球回を記録）して15勝14敗・防御率2.85の成績を残した。
2003年は30試合に登板（192.1投球回）して14勝9敗・防御率4.54の成績を残した。チームの絶対的エースとして君臨していたが、2004年に山本功児に代わり、ボビー・バレンタインがロッテの監督に就任すると、中4日登板を主張するミンチーと、それを認めないバレンタインの意見が衝突。中5日 - 6日登板となると投球内容が悪く、それと重なり怪我で6月半ばに離脱。7月に右肘の遊離軟骨除去手術を受け、そのまま一軍には復帰できず、12試合で4勝3敗、防御率5.70の成績に終わる。シーズン終了後の10月27日にロッテを退団。同年オフにパ・リーグに新規参入した東北楽天ゴールデンイーグルス（田尾安志監督）が獲得を検討し、入団交渉を行ったが、入団には至らず、同年限りで現役を引退した。
引退後、2007年から2008年までクリーブランド・インディアンスの日本担当スカウトを務め、2009年1月13日に読売ジャイアンツ（巨人）の駐米スカウトに就任。

## 選手としての特徴
日本球界時代の球速は140km/hと当時としても決して速い部類ではなかったが、直球は打者の手元で微妙に動き、大きなカーブにチェンジアップ、決め球のシンカーと多彩な変化球を持ち、何よりコーナーを丹念に突く制球力には定評があった。投球は殆どが変化球で組み立てられていた。
日本球界時代にシーズン最多投球回数を2回記録するなど、スタミナにも定評があったが、ワーカーホリック傾向のある性格が裏目に出てロッテ時代はバレンタインとの衝突を招いた。
レッドソックス時代から引退まで配球と結果、打者への対策をメモ帳に書き留めていた。

## 人物
ロッテ時代はインターネット普及開始期であったが、当時からパソコンを趣味としており、遠征先のホテルではEメールを使って母国の自分の子供と文字や画像によりコミュニケーションを取っていた。
現役当時から引退後のスカウト就任を希望しており、引退後はその願いが叶うこととなった。

## 詳細情報

### 年度別投手成績
| 年 度    | 球 団    | 登 板 | 先 発 | 完 投 | 完 封 | 無 四 球 | 勝 利 | 敗 戦 | セ 丨 ブ | ホ 丨 ル ド | 勝 率 | 打 者 | 投 球 回 | 被 安 打 | 被 本 塁 打 | 与 四 球 | 敬 遠 | 与 死 球 | 奪 三 振 | 暴 投 | ボ 丨 ク | 失 点 | 自 責 点 | 防 御 率 | W H I P |
| -------- | -------- | ----- | ----- | ----- | ----- | -------- | ----- | ----- | -------- | ----------- | ----- | ----- | -------- | -------- | ----------- | -------- | ----- | -------- | -------- | ----- | -------- | ----- | -------- | -------- | ------- |
| 1993     | BOS      | 5     | 5     | 1     | 0     | 1        | 1     | 2     | 0        | --          | .333  | 141   | 33.0     | 35       | 5           | 8        | 2     | 0        | 18       | 2     | 0        | 16    | 13       | 3.55     | 1.30    |
| 1994     | BOS      | 6     | 5     | 0     | 0     | 0        | 2     | 3     | 0        | --          | .400  | 121   | 23.0     | 44       | 1           | 14       | 2     | 0        | 15       | 3     | 1        | 26    | 22       | 8.61     | 2.52    |
| 1996     | BOS      | 2     | 2     | 0     | 0     | 0        | 0     | 2     | 0        | --          | .000  | 36    | 6.0      | 16       | 1           | 5        | 0     | 0        | 4        | 1     | 0        | 11    | 10       | 15.00    | 3.50    |
| 1997     | COL      | 2     | 0     | 0     | 0     | 0        | 0     | 0     | 0        | --          | ----  | 12    | 2.0      | 5        | 0           | 1        | 0     | 0        | 1        | 0     | 0        | 3     | 3        | 13.50    | 3.00    |
| 1998     | 広島     | 35    | 35    | 6     | 2     | 2        | 15    | 11    | 0        | --          | .577  | 980   | 236.0    | 241      | 19          | 57       | 2     | 7        | 123      | 4     | 0        | 91    | 72       | 2.75     | 1.26    |
| 1999     | 広島     | 17    | 17    | 0     | 0     | 0        | 2     | 9     | 0        | --          | .182  | 376   | 82.2     | 105      | 10          | 27       | 0     | 3        | 39       | 2     | 0        | 62    | 53       | 5.77     | 1.60    |
| 2000     | 広島     | 31    | 31    | 0     | 0     | 0        | 12    | 10    | 0        | --          | .545  | 781   | 183.0    | 203      | 20          | 52       | 5     | 3        | 97       | 5     | 1        | 78    | 71       | 3.49     | 1.39    |
| 2001     | ロッテ   | 30    | 30    | 5     | 0     | 1        | 12    | 14    | 0        | --          | .462  | 864   | 204.1    | 196      | 13          | 63       | 3     | 6        | 102      | 2     | 3        | 88    | 74       | 3.26     | 1.27    |
| 2002     | ロッテ   | 32    | 32    | 7     | 2     | 3        | 15    | 14    | 0        | --          | .517  | 955   | 230.1    | 222      | 18          | 43       | 4     | 15       | 132      | 4     | 0        | 85    | 73       | 2.85     | 1.15    |
| 2003     | ロッテ   | 30    | 30    | 3     | 1     | 0        | 14    | 9     | 0        | --          | .609  | 847   | 192.1    | 233      | 19          | 51       | 0     | 8        | 96       | 3     | 0        | 106   | 97       | 4.54     | 1.48    |
| 2004     | ロッテ   | 12    | 12    | 0     | 0     | 0        | 4     | 3     | 0        | --          | .571  | 318   | 72.2     | 77       | 11          | 26       | 0     | 4        | 37       | 0     | 0        | 50    | 46       | 5.70     | 1.42    |
| MLB：4年 | MLB：4年 | 15    | 12    | 1     | 0     | 1        | 3     | 7     | 0        | --          | .300  | 310   | 64.0     | 100      | 7           | 28       | 4     | 0        | 38       | 6     | 1        | 56    | 48       | 6.75     | 2.00    |
| NPB：7年 | NPB：7年 | 187   | 187   | 21    | 5     | 6        | 74    | 70    | 0        | --          | .514  | 5121  | 1201.1   | 1277     | 110         | 319      | 14    | 46       | 626      | 20    | 4        | 560   | 486      | 3.64     | 1.33    |

- 各年度の太字はリーグ最高

### タイトル
NPB
- 最優秀防御率：1回（2001年）

### 表彰
NPB
- 月間MVP：2回（投手部門：2000年6月、2002年9月）

### 記録
NPB初記録
- 初登板・初先発・初完投：1998年4月4日、対中日ドラゴンズ2回戦（広島市民球場）、9回2失点で敗戦投手
- 初奪三振：同上、2回表に関川浩一から空振り三振
- 初勝利：1998年4月15日、対横浜ベイスターズ2回戦（広島市民球場）、6回2失点
- 初完投勝利・初完封勝利：1998年5月3日、対阪神タイガース4回戦（広島市民球場）
- 初安打・初打点：1998年7月7日、対読売ジャイアンツ13回戦（札幌市円山球場）、2回表に桑田真澄から二塁適時内野安打

節目の記録
- 1000投球回：2003年5月26日、対オリックス・ブルーウェーブ9回戦（千葉マリンスタジアム）、9回表1死目に葛城育郎を右飛で達成　※史上292人目

その他の記録
- 初登板から連続試合先発：187試合 ※NPB歴代2位 ※外国人記録
- オールスターゲーム出場：2回 （1998年、2003年）

### 背番号
- 57（1993年 - 1994年）
- 58（1996年）
- 47（1997年）
- 43（1998年 - 2004年）